# オテロ (ヴェルディ)
『オテロ』 (Otello) は、ジュゼッペ・ヴェルディが作曲した全4幕からなるオペラである。1887年、ミラノ・スカラ座で初演された。『オテッロ』とも表記される。
- 原語曲名：Otello
- 原作：ウィリアム・シェイクスピアの悲劇『オセロー』 (Othello)
- 台本：アッリーゴ・ボーイト

## 作曲の経緯
1871年に『アイーダ』の初演をみてから、ヴェルディは1874年に文豪マンゾーニを追悼する『レクイエム』を完成させたのみで、活動が停滞していた。理由については、老化にともなう作曲意欲の停滞、楽譜出版社リコルディ社との契約トラブルなどが考えられているが、新作が万が一にでも不成功に終わることがあれば晩節を汚す、とヴェルディが題材選択にこれまで以上に慎重になっていた面も大きかったのだろう。
しかし、リコルディ社総帥ジューリオ・リコルディは、ヴェルディの新たな創作、それもシェイクスピアの「オセロー」のオペラ化を願っていた。慎重でありまた頑固なヴェルディの気質を熟知していたジューリオは、ヴェルディに直接提案するのでなく、まず外堀を埋める作戦に出た。彼はまずアッリーゴ・ボーイトに対して1879年3月より以前には台本化の依頼を行っていたとみられる。情報漏洩を恐れて、またオセローの肌の色にかけた一種のジョークとして、この計画は「チョコレート」と呼ばれていた。1879年7月初め、ジューリオ、フランコ・ファッチョ（著名な指揮者、作曲家でありボーイトの親友）、ヴェルディ夫妻がテーブルを囲んだ夕食の席で、ファッチョが初めてヴェルディに、ボーイトが『オセロー』に基づいてオペラ台本を作成中だと告げた。興味を惹かれたヴェルディは、数日後には梗概を持参したボーイトと面会し、同年末ボーイトは彼の最初の完成稿をヴェルディに渡している。
もっともヴェルディは相変わらず腰が重く、作曲作業に取り掛かる気配がなかったため、ジューリオ・リコルディはまず、1857年初演の『シモン・ボッカネグラ』の改訂をヴェルディ、ボーイトの共同で行うことを提案した。1881年に改訂初演されたこのオペラの成功で、ヴェルディもようやく作曲に対する情熱の再燃と、ボーイトに対する全面的な信頼を得たらしく、その後この両者は5年以上にわたる頻繁な意見交換を行いながら、オペラの完成をみたのだった。ヴェルディのボーイト宛の書簡によれば、ヴェルディの脱稿は1886年12月18日である。

## 舞台構成
- 全4幕。
- 演奏時間：約2時間20分
- 初演：1887年2月5日、ミラノ・スカラ座にて

## 編成

### 主な登場人物
- オテロ - ムーア人で、ヴェネツィア領キプロスの総督（テノール）
- イヤーゴ - オテロの旗手（バリトン）
- カッシオ - オテロの副官（テノール）
- ロデリーゴ - ヴェネツィアの貴族（テノール）
- ロドヴィーコ - ヴェネツィアからの使者（バス）
- モンターノ - キプロスの前総督（バス）
- デズデーモナ - オテロの妻（ソプラノ）
- エミーリア - イヤーゴの妻で、デズデーモナの女中（メゾソプラノ）
- 合唱

### 楽器編成
フルート3（第3奏者ピッコロ持ち替え）、オーボエ2、コーラングレ、クラリネット2、バス・クラリネット、ファゴット4、ホルン4、コルネット2、トランペット2、トロンボーン3、コントラバス・トロンボーン（チンバッソ）、ティンパニ、シンバル、タムタム、大太鼓、ハープ、弦五部
舞台のバルコニー
マンドリン、ギター、バグパイプ、タンブリン
舞台裏
トランペット6、トロンボーン4、サンダーマシーン、オルガン、大砲
『ドン・カルロ』と同じくベルリオーズのフランス風の管弦楽法の影響が強い。

## あらすじ
時は15世紀末、場所はキプロス島の港町。

### 第1幕
キプロスの港、激しい嵐。島の住民が待ちわびる中、オテロに率いられた船団が帰還する。敵、トルコ艦隊は海の藻屑になったとの勝利報告に住民は歓喜する。カッシオが副官になったことを妬むヤーゴは一計を案じ、酒に弱いカッシオにワインを無理強いする。カッシオは悪酔いし醜態を演じたばかりか、喧嘩の仲裁に入ったモンターノを傷付ける。騒ぎを聞いたオテロが戻ってくる。彼は即座にカッシオを罷免、群衆に帰宅を命ずる。舞台にはオテロと妻デズデーモナだけが残り、愛情を確かめ合う美しい二重唱が歌われる。

### 第2幕
庭園に面する城の一室。副官の座を失ったカッシオに、ヤーゴは「デズデモーナに取成しを頼め」と提案する。オテロが登場。ヤーゴは、庭園でカッシオとデズデモーナが歓談している様子を、さも二人が不貞を働いているかのようにオテロに信じ込ませる。室内に入ってきたデズデモーナはカッシオの赦免を夫に願うが、心中疑念をもつオテロは耳を貸さない。デズデモーナが落としたハンカチは女中エミーリアが拾ったものの、その夫ヤーゴが脅迫の末手中に入れる。ヤーゴとオテロ二人だけが舞台に残り、オテロは「不倫の証拠を見せろ」と迫る。ヤーゴは、「カッシオが夢の中でデズデモーナを求めていた」と作り話をし、また、デズデモーナが愛用していたハンカチ（それはオテロからの彼女への贈り物だった）を、カッシオが持っているのを見た、と吹き込む。激怒したオテロは復讐を誓う。

### 第3幕
城の大広間。デズデモーナは事態の進展に気付かず、またもやカッシオの赦免をオテロに願い出て斥けられる。オテロは「自分が贈ったハンカチはどこへ行った？」と詰問する。もちろん彼女は答えられず、当惑しながら去る。ヤーゴが「今カッシオと話をするので物陰で見るように」とオテロに勧める。巧みなヤーゴの話術に乗ったカッシオは、自分の恋人ビアンカとの顛末を陽気に語るが、遠くで聞いているオテロは、デズデモーナとの恋物語をしていると思い込む。例のハンカチはヤーゴがあらかじめカッシオ宅に落としておいたのだが、そうとは知らないカッシオは「ところでこんな素晴らしいハンカチを拾った」などとヤーゴに披露、遠目に見ているオテロは、いよいよ不貞が証明された、と確信してしまう。オテロとヤーゴは相談の末、デズデモーナはオテロが殺めること、カッシオの始末はヤーゴが付けることを決定する。
ヴェネツィアからの使者ロドヴィーコとその一行が来航し、キプロス島の要人が集合する。オテロはヴェネツィアへ帰任となり、後任の総督はカッシオとなることが布告される。嫉妬心に燃えるオテロは公衆の面前で妻デズデモーナを面罵し、自分は憤怒のあまり気絶する。

### 第4幕
デズデーモナの寝室。デズデモーナは床に就く用意をしている。ここ数日の夫の言動から不吉な予感を覚える彼女は「もし死んだら婚礼の衣装で身を包んでほしい」と、女中エミーリアに依頼する。オテロが寝室に現れ、カッシオとの姦通を詰責する。デズデモーナは抗弁も空しくオテロに絞殺される。エミーリアが「カッシオがロデリーゴを殺した」と急を告げに戻ってくるが、デズデモーナが殺されているのを発見、驚いて人々を呼ぶ。エミーリアは「夫ヤーゴが私からハンカチを奪った」と証言、ロデリーゴが死ぬ前に陰謀の全てを白状した、との事実も明らかになる。形勢不利とみたヤーゴは遁走する。いまや全てを悟ったオテロは短刀で自刃し、妻の遺体に最後の接吻を求めつつ息絶えて、幕。

## 備考
- 登場人物中、ヴェルディが最初に惹かれたのは悪役ヤーゴであった。1882年頃までは、作曲中のこのオペラを彼はしばしば『ヤーゴ』Jagoと称している。彼が『オテロ』と呼ぶことに消極的だったもう1つの理由として、ロッシーニが既に同名の作品を発表していた（1816年）こともある。ヴェルディはロッシーニをオペラ作曲の大先輩として深く敬愛していた。
- 1887年2月5日、ミラノ・スカラ座での初演はヨーロッパ音楽界を挙げての一大イヴェント化した観があった。観客の中には、イタリアの作曲家フランチェスコ・パオロ・トスティ、ウィーンの著名な音楽評論家エドゥアルト・ハンスリックなどの姿もあった。
- 初演指揮者は、このオペラ制作に「チョコレート計画」の当初から関与したフランコ・ファッチョ。オテロ役には「スカラ座の遥か遠くまで声が響く」と評されたフランチェスコ・タマーニョ、ヤーゴ役には、フランス人ながらヴェルディのお気に入りで、『シモン・ボッカネグラ（改訂版）』、『ファルスタッフ』でも初演に加わったヴィクトル・モレルが参加した。また、スカラ座の第2チェロ・パートには、当時まだ20歳前のアルトゥーロ・トスカニーニもいた。

- オテロ役は傑出したアリアこそないものの、テノール・ドラマティコにとって最大の難役の一つとされる。「オテロ歌い」として著名な歌手にはジョヴァンニ・マルティネッリ、レナート・ザネッリ、ラモン・ヴィナイ、マリオ・デル＝モナコ、ジョン・ヴィッカーズそしてプラシード・ドミンゴが挙げられる。
- ヤーゴ役も、性格俳優的要素の強い難役とされる。ティッタ・ルッフォ、ティート・ゴッビなどが代表的なヤーゴ歌手である。
- 1887年の時点で、本作には『序曲』が既に書かれていたが、初演時を含め実際の上演で使用されることはなかった。リッカルド・シャイーの指揮による録音が存在する[1]。
- 日本初演は、1953年10月30日 - 11月3日、日比谷で、二期会、指揮グルリット、東響、柴田睦陸・伊藤亘行らであった。

## 映画
1987年にフランコ・ゼフィレッリ監督、プラシド・ドミンゴ主演で映画化された(Otello)。
第58回ナショナル・ボード・オブ・レビュー賞 外国語映画賞受賞（1987年）。
キャスト
- オテロ：プラシド・ドミンゴ
- デズデーモナ：カティア・リッチャレッリ
- イヤーゴ：フスティーノ・ディアス
- エミーリア：ペトラ・マラコヴァ
- カッシオ：ウルバノ・バルベリーニ
- ロドヴィーコ：マッシモ・フォッシ
- モンターノ：エドウィン・フランシス
- ロデリーゴ：セルジオ・ニコライ